# Herzogiaria teres
Herzogiaria teres är en bladmossart som först beskrevs av Franz Stephani, och fick sitt nu gällande namn av Fulford och Gabriela Gustava Hässel de Menéndez. Herzogiaria teres ingår i släktet Herzogiaria och familjen Pseudolepicoleaceae. Inga underarter finns listade i Catalogue of Life.